# Ulotrichopus reducta
Ulotrichopus reducta är en fjärilsart som beskrevs av Louis Beethoven Prout 1922. Ulotrichopus reducta ingår i släktet Ulotrichopus och familjen nattflyn. Inga underarter finns listade i Catalogue of Life.